# German Ruhr U19 International
Die German Ruhr U19 International sind im Badminton eine offene internationale Meisterschaft von Deutschland für Junioren. Nach dem German Juniors sind es in Deutschland die hochrangigsten internationalen Meisterschaften für Junioren.

## Austragungsorte
- seit 2019: Mülheim an der Ruhr

## Die Sieger
| Saison | Herreneinzel        | Dameneinzel          | Herrendoppel                             | Damendoppel                        | Mixed                                |
| ------ | ------------------- | -------------------- | ---------------------------------------- | ---------------------------------- | ------------------------------------ |
| 2019   | Ethan Rose          | Mareike Bittner      | Szymon Stokfisz Wiktor Trecki            | Elma Begga Anna Tatranova          | Nathan Moore Holly Williams          |
| 2020   | nicht ausgetragen   | nicht ausgetragen    | nicht ausgetragen                        | nicht ausgetragen                  | nicht ausgetragen                    |
| 2021   | Karim Krehemeier    | Lucie Amiguet        | Beh Chun Meng Goh Boon Zhe               | Cheng Su Hui Cheng Su Yin          | Goh Boon Zhe Cheng Su Yin            |
| 2022   | Pan Yinlong         | Zhang Xinran         | Zhu Yijun Xu Huayu                       | Wang Tingge Liu Shengshu           | Zhu Yijun Liu Shengshu               |
| 2023   | Alexander Becsh     | Azkya Aliefa Ruhanda | Timeo Lacour Arsene Serre                | Raiia Almalalha Anastasiia Alymova | Mark Niemann Marie Sophie Stern      |
| 2024   | Ivan Tsarehorodtsev | Anastasiia Alymova   | Krith Praphasiri Tanatphong Tiansirilert | Raiia Almalalha Anastasiia Alymova | Serhii Marushchak Anastasiia Alymova |